# Smicroloba malgassica
Smicroloba malgassica är en fjärilsart som beskrevs av Emilio Berio 1954. Smicroloba malgassica ingår i släktet Smicroloba och familjen nattflyn. Inga underarter finns listade i Catalogue of Life.